# Mateusz Cetnarski
Mateusz Cetnarski (ur. 6 lipca 1988 w Kolbuszowej) – polski piłkarz, występujący na pozycji pomocnika.

## Kariera klubowa

### Kariera juniorska
Jest wychowankiem Kolbuszowianki Kolbuszowa. Jako junior szkolił się w UKS SMS Łódź i UKS SMS Bałucz.

### GKS Bełchatów
Przed sezonem 2007/08 przeszedł do GKS Bełchatów. W polskiej ekstraklasie zadebiutował 22 września 2007 w spotkaniu z Jagiellonią Białystok. Do końca rozgrywek wystąpił jeszcze w ośmiu innych ligowych meczach. W rundzie wiosennej sezonu 2008/2009 Cetnarski był już podstawowym zawodnikiem swojego zespołu. 18 października 2008 w pojedynku z Polonią Bytom strzelił swojego pierwszego gola w najwyższej polskiej klasie rozgrywkowej i tym samym przyczynił się do zwycięstwa GKS 2:1.

### Śląsk Wrocław
Przed sezonem 2011/2012 za kwotę około 300 tysięcy euro przeniósł się do drużyny ówczesnego wicemistrza Polski. W tym też sezonie ze Śląskiem wywalczył mistrzostwo Polski. 12 sierpnia 2012 roku wraz ze Śląskiem zdobył Superpuchar Polski (po meczu z Legią Warszawa), gdzie regulaminowy czas gry nie przyniósł rozstrzygnięcia, Cetnarski wykonał decydującą jedenastkę, zapewniając Śląskowi wygraną 4:2 w rzutach karnych i zdobycie Superpucharu Polski. 1 lutego 2014 roku Śląsk Wrocław rozwiązał z nim kontrakt.

### Widzew Łódź
6 lutego 2014 roku Cetnarski podpisał półroczny kontrakt z Widzewem Łódź. Miał on pomóc łódzkiemu zespołowi obronić się przed spadkiem z Ekstraklasy. W barwach zespołu rozegrał 16 meczów, zdobył 4 gole i zaliczył 1 asystę.

### Cracovia
Po tym jak Widzew spadł do pierwszej ligi Cetnarski nie przedłużył kontraktu w wyniku czego został wolnym zawodnikiem. 10 czerwca 2014 roku podpisał dwuletni kontrakt z opcją przedłużenia o rok z Cracovią. Kontrakt zaczął obowiązywać 1 lipca 2014. Jako zawodnik „Pasów” zagrał w 86 meczach, zdobył 16 goli i zaliczył 20 asyst

### Sandecja Nowy Sącz
3 lipca 2017 został wypożyczony na rok do Sandecji Nowy Sącz. W barwach zespołu zagrał w 19 meczach, zdobył 2 gole i zaliczył 1 asystę

### Górnik Łęczna
1 marca 2019 został zawodnikiem Górnika Łęczna. Zagrał w 6 meczach  i miał 1 asystę.

### Stomil Olsztyn
1 lipca 2019 został zawodnikiem Stomilu Olsztyn, w którego barwach zagrał w 11 meczach.

### FK Tukums 2000
10 marca 2020 został zawodnikiem łotewskiego FK Tukums 2000. Był kapitanem „Zielono-białych”, w ich barwach wystąpił w 10 meczach.

### Korona Kielce
11 sierpnia 2020 został zawodnikiem Korony Kielce. Ze „Złocisto-krwistymi” związał się roczną umową (z opcją przedłużenia o kolejny rok). 18 stycznia 2021 roku opuścił kielecki klub rozwiązując kontrakt za porozumieniem stron.

### Pili Pili DB Jambiani
21 lutego 2021 roku został grającym trenerem Pili Pili DB Jambiani, występującego w drugiej lidze Zanzibaru.

## Kariera reprezentacyjna
Cetnarski regularnie występował w reprezentacji Polski U-21 w której rozegrał 12 spotkań i strzelił dwie bramki.
Debiut w reprezentacji seniorskiej zaliczył 2 czerwca 2010, kiedy to w spotkaniu towarzyskim przeciwko reprezentacji Serbii zmienił Dawida Nowaka w 71 minucie (mecz zakończył się bezbramkowym remisem).
| Mecze w reprezentacji | Mecze w reprezentacji | Mecze w reprezentacji | Mecze w reprezentacji | Mecze w reprezentacji | Mecze w reprezentacji |
| #                     | Data                  | Miasto                | Przeciwnik            | Wynik                 | Rozgrywki             |
| --------------------- | --------------------- | --------------------- | --------------------- | --------------------- | --------------------- |
| 1.                    | 02.06.2010            | Kufstein              | Serbia                | 0:0                   | towarzyski            |
| 2.                    | 08.06.2010            | Murcja                | Hiszpania             | 0:6                   | towarzyski            |

## Sukcesy

### Śląsk Wrocław
- Mistrzostwo Polski: 2012
- Superpuchar Polski: 2012

## Odznaczenia
- Tytuł „Zasłużony dla Miasta i Gminy Kolbuszowa” (2024)[21]